# Kirjosaari (ö i Norra Karelen, Joensuu, lat 62,82, long 30,80)
Kirjosaari är en ö i Finland. Den ligger i vattendraget Koitajoki och i kommunen Ilomants i den ekonomiska regionen  Joensuu ekonomiska region  och landskapet Norra Karelen, i den sydöstra delen av landet, 400 km nordost om huvudstaden Helsingfors. Öns area är 2,8 hektar och dess största längd är 250 meter i sydöst-nordvästlig riktning.